# Qixing
Qixing (chinesisch 七星区, Pinyin Qīxīng Qū; Zhuang Gihsingh Gih) ist ein Stadtbezirk der bezirksfreien Stadt Guilin im Autonomen Gebiet Guangxi der Zhuang in Südchina. Qixing hat eine Fläche von 71,08 km² und zählt 308.900 Einwohner (Stand: 2018).

## Administrative Gliederung
Auf Gemeindeebene setzt sich der Stadtbezirk aus drei Straßenvierteln und einer Gemeinde zusammen. 